# FC Venus – Fußball ist Frauensache
FC Venus – Fußball ist Frauensache (Originaltitel: FC Venus) ist eine finnische Fußball-Komödie aus dem Jahr 2005. 

## Handlung
Anna und Pete wären ein glückliches Paar, wenn Pete nicht jede freie Minute mit seinen Freunden und Fußball verbringen würde. Anna und die anderen Partnerinnen bieten den Fußballverrückten eine Wette an: Sie wollen gegen die Männer antreten, und wenn die Frauen gewinnen, soll das Thema Fußball für alle Zeiten erledigt sein.

## Kritik
„Finnische Fußballkomödie, die mit den gängigen Stereotypen spielt und den Geschlechterkampf auf den Rasen verlegt. Den Großteil seiner Komik sucht der Film in der Entwicklung der Frauen von Fußballignorantinnen zu Fußballfanatikerinnen. Gut gemeint, aber absolut vorhersehbar betreibt "FC Venus" Werbung für den Ballsport und baut dabei auch auf Gastauftritte der finnischen Kicker Aki Riihilahti und Mikael Forssell.“

## Neuverfilmung
2006 wurde der Film in Deutschland als FC Venus – Angriff ist die beste Verteidigung mit Christian Ulmen und Nora Tschirner in den Hauptrollen neu verfilmt.